# Ferrari F50
Ferrari F50 je supersportovní automobil, který v letech 1995 až 1997 vyráběla italská automobilka Ferrari. Celkem bylo vyrobeno 349 vozů. Jeho předchůdcem byl typ F40 a nástupcem model Enzo.

## Popis
Ferrari F50 bylo vyrobeno na počest padesátileté historie automobilky Ferrari. Výroba probíhala v italském Maranellu. Na výběr bylo z karoserií kupé s odnímatelnou střechou, které lze přeměnit na kabriolet, nebo kupé s pevnou střechou. Poháněl jej šedesátiventilový dvanáctiválec V12 o objemu 4,7 litru. Jeho výkon je 382 kW. Převodovka šestistupňová manuální. Poháněna jsou zadní kola.

## V závodech
Ferrari upravilo typ F50 na závodní verzi F50 GT. Tento prototyp byl připraven pro kategorii GT1. Oproti sériové verzi měl velký zadní spojler a novou přední část. Z důvodu plného nasazení automobilky v šampionátu Formule 1 byl ale vývoj pro kategorii GT1 ukončen. Všechny tři,  do té doby dostavěné prototypy byly prodány.
Vozy byly postaveny ve spolupráci se společnostmi Dallara a Michelotto.
Výkon byl 551 kW (749 koní) při 10,500 otáčkách za minutu. Převodovka šestistupňová sekvenční.